# John Brinck
John Manning Brinck (Winters, 16 de septiembre de 1908-Falfurrias, 19 de mayo de 1934) fue un deportista estadounidense que compitió en remo. Participó en los Juegos Olímpicos de Ámsterdam 1928, obteniendo una medalla de oro en la prueba de ocho con timonel.

## Palmarés internacional
| Juegos Olímpicos | Juegos Olímpicos         | Juegos Olímpicos | Juegos Olímpicos |
| Año              | Lugar                    | Medalla          | Prueba           |
| ---------------- | ------------------------ | ---------------- | ---------------- |
| 1928             | Ámsterdam (Países Bajos) | Medalla de oro   | Ocho con timonel |